# Smuggler's Island
Pour les articles homonymes, voir Smuggler.
Smuggler's Island est un film muet américain réalisé par Francis Ford et sorti en 1915.

## Fiche technique
- Réalisation : Francis Ford
- Scénario : Grace Cunard
- Durée : 20 minutes
- Date de sortie:  États-Unis : 19 janvier 1915

## Distribution
- Francis Ford : Frank
- Grace Cunard : Nan
- John Ford[2] : Smuggler
- Harry Schumm